# Ichneumon ampliventris
Ichneumon ampliventris là một loài tò vò trong họ Ichneumonidae.